# Persea wangchiana
Persea wangchiana là loài thực vật có hoa trong họ Nguyệt quế. Loài này được (Chun) Kosterm. miêu tả khoa học đầu tiên năm 1962.